# Andreea Roșca
Andreea Amalia Roșca (Bucarest, 20 marzo 1999) è una tennista romena.

## Carriera
Andreea Roșca ha vinto 12 titoli nel singolare e 14 titoli nel doppio nel circuito ITF nella sua carriera. Il 12 novembre 2018, ha raggiunto il best ranking mondiale nel singolare, nr 210 e il 13 maggio 2019 invece ha conseguito il suo best ranking mondiale nel doppio, nr 274.

## Circuito WTA 125

### Doppio

#### Vittorie (1)
| N. | Data          | Torneo              | Superficie  | Compagna         | Avversarie in finale         | Punteggio        |
| 1. | 7 agosto 2022 | BCR Iași Open, Iași | Terra rossa | Dar'ja Astachova | Réka Luca Jani Panna Udvardy | 7-5, 5-7, [10-7] |

## Statistiche ITF

### Singolare

#### Vittorie (12)
| Torneo $100.000 (0) |
| Torneo $80.000 (0)  |
| Torneo $75.000 (0)  |
| Torneo $60.000 (0)  |
| Torneo $50.000 (0)  |
| Torneo $25.000 (2)  |
| Torneo $15.000 (10) |
| Torneo $10.000 (0)  |

| N.  | Data             | Torneo                                     | Superficie  | Avversaria in finale | Punteggio           |
| 1.  | 10 dicembre 2017 | ITF Women's Circuit Il Cairo, Il Cairo     | Terra rossa | Melanie Klaffner     | 6-4, 6-4            |
| 2.  | 17 dicembre 2017 | ITF Women's Circuit Il Cairo, Il Cairo     | Terra rossa | Melanie Klaffner     | 6-1, 6-3            |
| 3.  | 15 gennaio 2018  | Tennis Organisation, Adalia                | Terra rossa | Miriam Kolodziejová  | 7-6(4), 6-4         |
| 4.  | 18 febbraio 2018 | Hammamet Open, Hammamet                    | Terra rossa | Natalija Kostić      | 6–2, 6-4            |
| 5.  | 4 marzo 2018     | Hammamet Open, Hammamet                    | Terra rossa | Anastasia Grymalska  | 6–2, 6-2            |
| 6.  | 1º aprile 2018   | Tennis Organisation, Adalia                | Terra rossa | Varvara Flink        | 6-3, 6-4            |
| 7.  | 14 luglio 2018   | Trofeo Mabo, Torino                        | Terra rossa | Kaja Juvan           | 6-1, 6-1            |
| 8.  | 9 febbraio 2020  | Sahinler Cup, Adalia                       | Terra rossa | Anastasia Nefedova   | 6-4, 7-5            |
| 9.  | 23 novembre 2020 | Heraklion Hellenic Zeus Circuit, Heraklion | Terra rossa | Martina Colmegna     | 6-0, 6-1            |
| 10. | 28 novembre 2020 | Heraklion Hellenic Zeus Circuit, Heraklion | Terra rossa | Darja Viďmanová      | 6-1, 6-2            |
|     | 13 dicembre 2020 | Tennis Organisation, Adalia                | Terra rossa | Polina Kudermetova   | N.D.                |
| 11. | 11 aprile 2021   | Tennis Organisation, Adalia                | Cemento     | Miriam Kolodziejová  | 7-5, 6-3            |
| 12. | 14 agosto 2022   | Brasov Open, Brașov                        | Terra rossa | Julia Avdeeva        | 6-1, 6(5)-7, 7-6(1) |

#### Sconfitte (7)
| Torneo $100.000 (0) |
| Torneo $80.000 (0)  |
| Torneo $75.000 (0)  |
| Torneo $60.000 (0)  |
| Torneo $50.000 (0)  |
| Torneo $25.000 (2)  |
| Torneo $15.000 (3)  |
| Torneo $10.000 (2)  |

| N. | Data             | Torneo                                               | Superficie  | Avversaria in finale | Punteggio     |
| 1. | 2 ottobre 2016   | Sozopol Open, Sozopol                                | Cemento     | Dejana Radanović     | 0-4 rit.      |
| 2. | 9 ottobre 2016   | Sozopol Open, Sozopol                                | Cemento     | Oana Gavrilă         | 3-6, 4-6      |
| 3. | 25 febbraio 2018 | Hammamet Open, Hammamet                              | Terra rossa | Margot Yerolymos     | 6–4, 2–6, 0–6 |
| 4. | 23 giugno 2018   | Swedish Ladies Ystad, Ystad                          | Terra rossa | Kaja Juvan           | 6-2, 5-7, 1-6 |
| 5. | 4 novembre 2018  | Open ACV Ciutat de Sant Cugat, Sant Cugat del Vallès | Terra rossa | Olga Sáez Larra      | 1-6, 0-1 rit. |
| 6. | 1º novembre 2020 | Heraklion Hellenic Zeus Circuit, Heraklion           | Terra rossa | Alexandra Cadanțu    | 6-4, 3-6, 3-6 |
| 7. | 6 dicembre 2020  | Tennis Organisation, Adalia                          | Terra rossa | İpek Öz              | 1–6, 1–6      |

### Doppio

#### Vittorie (14)
| Torneo $100.000 (0) |
| Torneo $80.000 (0)  |
| Torneo $75.000 (0)  |
| Torneo $60.000 (0)  |
| Torneo $50.000 (0)  |
| Torneo $25.000 (1)  |
| Torneo $15.000 (10) |
| Torneo $10.000 (3)  |

| N.  | Data              | Torneo                                      | Superficie  | Partner                 | Rivali in finale                           | Risultato           |
| 1.  | 22 luglio 2016    | ITF Women's Circuit Târgu Jiu, Târgu Jiu    | Terra rossa | Gabriela Nicole Tatarus | Quinn Gleason Melissa Kopinski             | 4–6, 6–4, [10–8]    |
| 2.  | 27 agosto 2016    | ITF Women's Circuit Bucharest, Bucarest     | Terra rossa | Gabriela Nicole Tatarus | Elena Bogdan Camelia Hristea               | 6(9)–7, 6–2, [10–7] |
| 3.  | 7 ottobre 2016    | Sozopol Open, Sozopol                       | Cemento     | Oana Gavrilă            | Kateřina Kramperová Angelina Žuravleva     | 6-4, 6-3            |
| 4.  | 15 dicembre 2017  | ITF Women's Circuit Il Cairo, Il Cairo      | Terra rossa | Gabriela Nicole Tatarus | Melanie Klaffner Jelena Stojanovic         | 6-1, 6-3            |
| 5.  | 20 gennaio 2018   | Tennis Organisation, Adalia                 | Terra rossa | Oana Gavrilă            | İpek Öz Ekaterina Višnevskaja              | 6-4, 6-2            |
| 6.  | 24 febbraio 2018  | Hammamet Open, Hammamet                     | Terra rossa | Anastasia Nefedova      | Elizabeth Halbauer Caroline Roméo          | 6-3, 6-1            |
| 7.  | 24 marzo 2018     | Tennis Organisation, Adalia                 | Terra rossa | Fanny Östlund           | Ilona Georgiana Ghioroaie Victoria Muntean | 6–3, 4–6, [10–7]    |
| 8.  | 14 settembre 2019 | Trofeul Municipiului Focsani, Focșani       | Terra rossa | Oana Gavrila            | Andreea Mitu Gabriela Nicole Tatarus       | 1-6, 6-2, [10-4]    |
| 9.  | 29 febbraio 2020  | Heraklion Hellenic Zeus Circuit, Heraklion  | Terra rossa | Oana Gavrila            | Miriam Kolodziejová Chantal Škamlová       | 6-3, 4-6, [10-7]    |
| 10. | 1º novembre 2020  | Heraklion Hellenic Zeus Circuit, Heraklion  | Terra rossa | Ioana Loredana Roșca    | Melania Delai Dalila Spiteri               | 6-1, 6-3            |
| 11. | 23 novembre 2020  | Heraklion Hellenic Zeus Circuit, Heraklion  | Terra rossa | Ioana Loredana Roșca    | Martina Colmegna Melania Delai             | 6-4, 6-4            |
| 12. | 28 novembre 2020  | Heraklion Hellenic Zeus Circuit, Heraklion  | Terra rossa | Ioana Loredana Roșca    | Elina Neplij Dimitra Pavlou                | 6-3, 6-3            |
| 13. | 6 dicembre 2020   | Tennis Organisation, Adalia                 | Terra rossa | Andreea Prisăcariu      | Viktorija Dema Cristina Dinu               | 3–6, 6–4, [10–6]    |
| 14. | 18 settembre 2021 | Jablonec nad Nisou Open, Jablonec nad Nisou | Terra rossa | Lisa Pigato             | Mana Kawamura Funa Kozaki                  | 3–6, 6–3, [10–7]    |

#### Sconfitte (8)
| Torneo $100.000 (0) |
| Torneo $80.000 (0)  |
| Torneo $75.000 (0)  |
| Torneo $60.000 (0)  |
| Torneo $50.000 (0)  |
| Torneo $25.000 (6)  |
| Torneo $15.000 (2)  |
| Torneo $10.000 (0)  |

| N. | Data              | Torneo                                               | Superficie  | Partner                 | Rivali in finale                               | Risultato        |
| 1. | 23 dicembre 2017  | Tennis Organisation Cup, Adalia                      | Terra rossa | Gabriela Nicole Tatarus | Anastasija Charitonova Dar'ja Nazarkina        | 5–7, 6–2, [8–10] |
| 2. | 3 giugno 2018     | ITF Women's Circuit Luzhou, Luzhou                   | Cemento     | Alison Bai              | Han Xinyun Lu Jingjing                         | 3-6, 3-6         |
| 3. | 3 novembre 2018   | Open ACV Ciutat de Sant Cugat, Sant Cugat del Vallès | Terra rossa | Renata Zarazúa          | Miriam Bulgaru Nicoleta Dascălu                | 1–6, 6–4, [7–10] |
| 4. | 13 aprile 2019    | ITF Womens Tennis Club de Tunis, Tunisi              | Terra rossa | Jaqueline Cristian      | Martina Colmegna Anastasia Grymalska           | 4–6, 2–6         |
| 5. | 21 settembre 2019 | Trofeul Ilie Nastase, Arad                           | Terra rossa | Oana Gavrilă            | Andreea Mitu Başak Eraydın                     | 0-6, 1-6         |
| 6. | 12 settembre 2020 | Varna Cup, Varna                                     | Terra rossa | Oana Gavrilă            | Cristina Dinu Ioana Loredana Roșca             | 4–6, 6–3, [7–10] |
| 7. | 19 febbraio 2022  | Antalya Series, Adalia                               | Terra rossa | Ioana Loredana Roșca    | Amina Anšba Marie Benoît                       | 5-7, 6(4)-7      |
| 8. | 13 agosto 2022    | Brasov Open, Brașov                                  | Terra rossa | Cristina Dinu           | Ilona Georgiana Ghioroaie Oana Georgeta Simion | 5-7, 3-6         |